# Новомиколаївка (Сімферополь)
Новомиколаївка (крим. Novomykolayivka) — мікрорайон у місті Сімферополь, в Центральному районі міста. З'явився у 1990-ті роки, названий по сусідньому селу Новомиколаївка.

## Опис

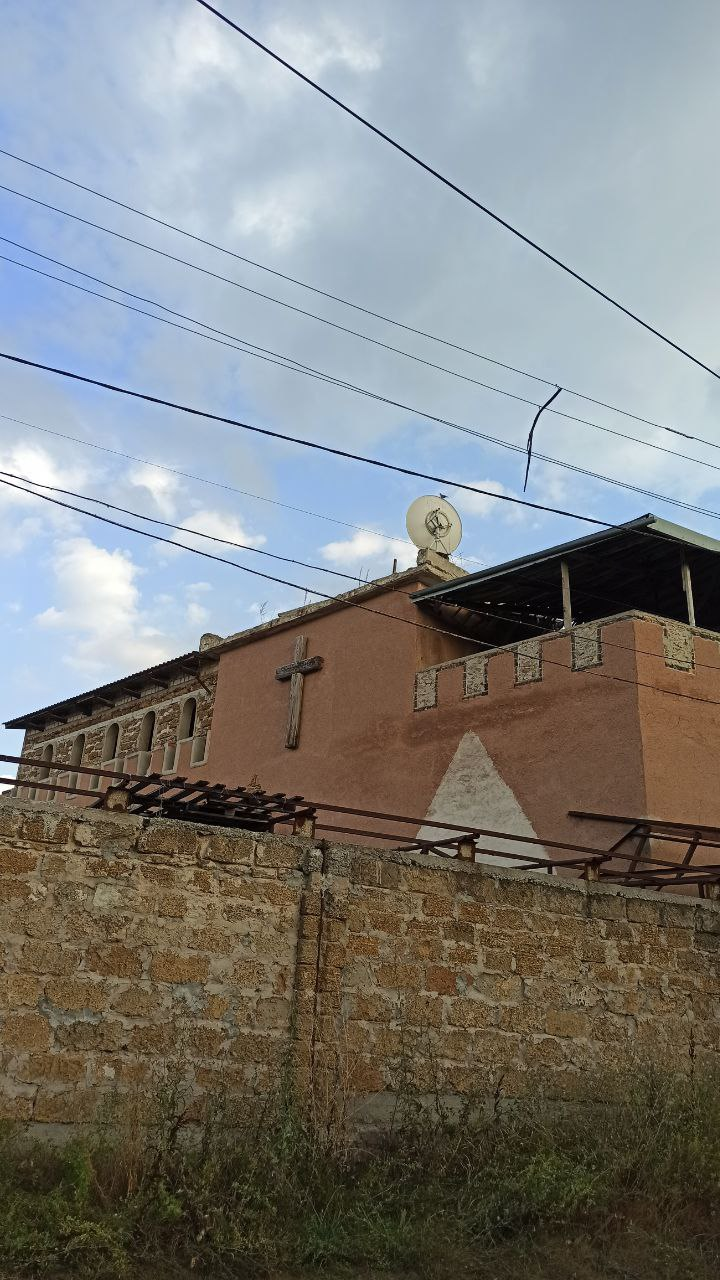
Будинок в Новомиколаївці

Розташований на південно-західній околиці міста, між мікрорайонами Сімферополя Ак-Мечеть та Яни Бор-Чокрак (Фонтани) та селом Новомиколаївка.
З півночі до району примикає хвойний ліс, що тягнеться до вулиці Аральська.
В районі розташований Ландшафтний парк фонду М. К. Реріха.
Будуються багатоповерхівки на 72 та 36 квартир.
Будується мечеть Джемаат Джамі (вул. Байрам).
Ще у 2008 році було заплановано будівництво в районі фельдшерсько-акушерського пункту.
Транспортна доступність: муніципальний автобус № 7, маршрутки № 91, № 99.

## Головні вулиці
- Вулиця Ак-Кая
- Садибна вулиця

- Вулиця Інан
- Вулиця Янтарна
- Вулиця Адалет
- Вулиця Кипарисна
- Хвойна вулиця
- Мигдальна вулиця
- Піхтова вулиця
- Грибна вулиця
- Вулиця Байрам
- Хвойний провулок